# Renaud Van Ruymbeke
Pour les articles homonymes, voir Ruymbeke.
Renaud Van Ruymbeke, né le 10 août 1952 à Neuilly-sur-Seine et mort le 10 mai 2024 à Rennes est un magistrat français.
Juge d'instruction, il a notamment conduit les enquêtes politico-financières dans l'affaire Urba, l'affaire des frégates de Taïwan et l'affaire Clearstream 2.

## Biographie

### Origines
Renaud Van Ruymbeke naît le 10 août 1952 à Neuilly-sur-Seine. Son père, André Van Ruymbeke (1921-2012), ancien élève de l'École nationale d'administration (ENA) de la promotion Croix de Lorraine, administrateur civil honoraire, et ancien directeur général de l'Union laitière normande puis président de la société Formançais. Sa mère vient d'une famille ouvrière du Nord, et travaille au ministère de la Marine. Il a quatre sœur et frères : Olivier van Ruymbeke, également ancien élève de l'ENA (promotion Henri François d'Aguesseau), ancien maître des requêtes au Conseil d'État, et Bertrand Van Ruymbeke, historien, ainsi que Fabienne et Frédéric. Son grand-père Bobby De Ruymbeke et trois de ses grands-oncles, Douglas, Joseph, et Gaston, belges, ont été footballeurs à l'Olympique de Marseille.

Renaud Van Ruymbeke passe toute sa jeunesse à Cachan. Enfant, il commence à jouer du piano et déclare en 2009, : 

« Le piano est un élément essentiel de ma vie. J'ai commencé à huit ans. À 13 ans, je m'y suis mis sérieusement. Étudiant, je jouais trois heures par jour. J'ai tenté le Conservatoire de Paris, en vain. Alors je me suis dit que je deviendrais juge de paix en province, que j'aurais du temps pour satisfaire ma passion. J'ai eu tout faux ! »

### Carrière
En février 1975, Renaud Van Ruymbeke commence sa carrière de magistrat. En 1977, après une maîtrise en droit, il sort de l'École nationale de la magistrature et est nommé juge d'instruction à Caen. De 1983 à 1985, il est substitut du procureur de la République à la section financière de Caen. Il quitte ensuite le parquet pour rester indépendant.
Entre décembre 1985 et décembre 1988, il devient maître de conférences à l'École nationale de la magistrature. Puis, en décembre 1988, il est nommé conseiller à la cour d'appel de Rennes, rattaché à la chambre de l'instruction de cette cour fin 1991. Dans la nuit du 4 au 5 février 1994, l'incendie du palais du Parlement de Bretagne l'affecte personnellement car son bureau se trouve dans le palais de justice où il mène ses nombreuses investigations. Il réagit dans le journal de France 2 à ce sujet : « Mon enquête est secondaire. Un bâtiment extraordinaire a été brûlé. Je suis atterré. Le reste, vous savez, ce n'est pas le plus important,. » 
En 1996, il signe avec six autres magistrats de différents pays  l'appel de Genève contre la corruption. 
En avril 2000, il rejoint le tribunal de grande instance de Paris en tant que premier juge d'instruction au pôle financier. En 2013, il est nommé premier vice-président chargé de l'instruction de ce tribunal.
Le 28 juin 2019, il prend sa retraite et joue pour l'occasion au piano des compositions de Franz Schubert et Franz Liszt au Grand Hôtel à Cabourg, dans le Calvados.

### Affaires judiciaires notables traitées

#### Affaire Urba
En 1992, Renaud Van Ruymbeke conduit une perquisition au siège du Parti socialiste, alors dans la majorité. Il s'agit de la première perquisition en France chez un parti politique au pouvoir. Selon Daniel Mayer « il s'agit de salir […] l'ensemble de la démocratie représentative. », et pour Laurent Fabius, « s'il continuait à être plus anti-socialiste qu'anti-corruption, [il pourrait peut-être] y avoir une affaire Van Ruymbeke ». Enfin, François Mitterrand estime que les « procédures sont assez bizarres ». Choquée par le terme d'« inculpation », la majorité introduit l'expression de « mise en examen » dans la procédure pénale.

#### Affaire Clearstream 2
Magistrat instructeur de l'affaire des frégates de Taïwan, il reçoit plusieurs courriers anonymes cherchant à attirer son attention sur plusieurs personnalités politiques ou économiques. Dès avril 2004, il se laisse entraîner par Jean-Louis Gergorin, vice-président d'EADS — le groupe possédant notamment Airbus —, dans un arrangement non prévu par le code de procédure pénale : les deux hommes conviennent d'un rendez-vous secret non acté chez Thibault de Montbrial, avocat de Jean-Louis Gergorin. L'auteur des lettres anonymes est donc connu depuis toujours du magistrat, qui prétend ensuite avoir voulu protéger la vie de son témoin, lequel s'affirmait en danger de mort.
Après une première lettre de dénonciation reçue le 3 mai 2004, Renaud Van Ruymbeke fait interpeller à Toulouse le vice-président d'EADS, Philippe Delmas, en pleine inauguration par Jean-Pierre Raffarin d'une nouvelle chaine de montage de l'Airbus A380. Il sera rapidement innocenté. En juin 2004, Renaud Van Ruymbeke reçoit ensuite un CD-ROM contenant 16 121 comptes Clearstream et une deuxième lettre intitulée « Le Bal des crapules ». Cette lettre contient une liste de 895 comptes prétendument clos par Clearstream. Apparaissent six comptes de la Banca Populare di Sondrio, en Italie, dont Stéphane Bocsa et Paul de Nagy seraient titulaires. Il s'agit d'une allusion à Nicolas Sarkozy, dont le nom complet est Sarközy de Nagy-Bocsa, et dont les deuxième et troisième prénoms sont Stéphane et Paul[réf. nécessaire]. Sont également mentionnés les noms de personnalités politiques telles que Jean-Pierre Chevènement, Alain Madelin ou Dominique Strauss-Kahn »[réf. nécessaire]. Des commissions rogatoires internationales sont adressées à l'étranger, en particulier à Sondrio, en Italie, via le parquet financier de Milan. La réponse italienne n'arrive qu'en novembre 2005 : tout est négatif.
Renaud Van Ruymbeke met un certain temps à admettre qu'il a fait l'objet d'une manipulation. Les noms de personnalités sont ajoutés aux listages de Clearstream. L'enquête préliminaire ouverte sur les autres comptes est classée sans suite en mai 2005. Une procédure est lancée pour dénonciation calomnieuse. Début mai 2006, il est établi que Jean-Louis Gergorin a fait contacter le juge Renaud Van Ruymbeke par son avocat Thibault de Montbrial.
Le 12 mai 2006, le ministre de la Justice Pascal Clément demande à Renaud Chazal de Mauriac de recueillir les explications du juge Van Ruymbeke sur l'affaire Clearstream 2, et le 15 mai 2006, il ajourne la promotion du juge au poste de président de chambre à la cour d'appel de Paris. Finalement c'est à cause de cette procédure qu'il peut rester aussi longtemps au pôle financier.
Dans son rapport rendu public fin janvier 2007, l'Inspection générale des services judiciaires (IGSJ) se montre rude envers Van Ruymbeke. L'IGSJ retient trois griefs susceptibles de constituer « un manquement aux devoirs de son état de magistrat et de son devoir de loyauté » : il n'aurait pas dû entendre, hors procédure, Jean-Louis Gergorin ; il aurait dû informer ses collègues Henri Pons et Jean-Marie d'Huy, saisis de l'affaire Clearstream 2, que Jean-Louis Gergorin était l'auteur des lettres anonymes reçues dans l'affaire des frégates de Taïwan ; et il n'aurait pas dû montrer des pièces de sa procédure à un autre acteur de l'affaire, l'informaticien Florian Bourges (épisode que Renaud Van Ruymbeke a toujours contesté).
Début février 2007, Pascal Clément renvoie Renaud Van Ruymbeke devant le Conseil supérieur de la magistrature (CSM) par un courrier déclarant que le magistrat a « manqué aux obligations de prudence et de rigueur », de « loyauté » et de « discrétion professionnelle »,. Après six ans de procédure et une dernière audience du magistrat par le CSM, la garde des Sceaux Christiane Taubira annonce le 3 octobre 2012 qu'elle ne réclamera aucune sanction contre le juge,. Finalement, le CSM blanchit intégralement Renaud Van Ruymbeke, confirmant l'abandon de toutes les poursuites contre lui. L'Union syndicale des magistrats, syndicat majoritaire des magistrats, indique saluer « le signal que cela donne. […] Renaud Van Ruymbeke fait partie de ces magistrats inquiétés parce qu'ils enquêtent sur des dossiers gênants […]. Dans cette logique, nous souhaitons qu'il en soit de même envers des collègues ayant fait preuve d'indépendance dans leurs enquêtes. ».

#### Autres affaires
- 1979 : affaire Robert Boulin[21].
- 1991 : il reprend l'affaire du financement occulte du PS (affaire Urba-Sages et René Trager, dont Thierry Jean-Pierre est dessaisi).
- 1994 : enquête sur le financement occulte du Parti républicain[7].
- 1997-2000 : affaire Francisco Arce Montes du meurtre de Caroline Dickinson à Pleine-Fougères[22].
- 2001 : affaire Elf avec Eva Joly et Laurence Vichnievsky[11],[23], affaire des frégates de Taïwan qui se prolongera avec l'affaire Clearstream 2.
- 2008 : affaire Jérôme Kerviel[24].
- 2010 : volet financier de l'affaire Karachi.
- 2009 : abus de confiance aggravé, « escroquerie aggravée, recel en bande organisée et blanchiment en bande organisée », liés au financier Bernard Madoff[25].
- 2013 : affaire Cahuzac avec Roger Le Loire[26].
- 2016 : favoritisme et abus de biens sociaux sur l'attribution de l'emplacement de la Roue de Paris[27].
- 2016 : fraude à la TVA sur les quotas de carbone[28].
- 2017-2018 : affaire Richard Ferrand[29].
- 2018-2019 : affaire Tsunekazu Takeda avec Stéphanie Tacheau[30].
- 2019 : corruption dans les conditions de la candidature de Doha pour organiser les championnats du monde d'athlétisme 2017[31].

### Dernières années
Renaud Van Ruymbeke prend sa retraite en 2019. Libéré de son devoir de réserve, il publie en 2021 Mémoires d'un juge trop indépendant aux éditions Tallandier, dans lesquelles il aborde son rôle dans les affaires Boulin, Urba, Elf, Clearstream et Kerviel.
En 2022, il publie un second livre intitulé Offshore : Dans les coulisses édifiantes des paradis dans lequel il revient sur son expérience de la fraude fiscale au cours de sa carrière judiciaire.
Renaud Van Ruymbeke passe sa retraite à Mordelles. Il s'y était installé en 1991 car il exerçait à l'époque ses fonctions à Rennes. Il fait une apparition (photo et voix) dans le film Second Tour, réalisé par Albert Dupontel en 2023.
Il meurt d'un cancer le 10 mai 2024 à Rennes. Ses obsèques ont lieu le 16 mai dans l'église Notre-Dame-en-Saint-Melaine à Rennes

## Prises de position
Le 13 novembre 2008, répondant à une question sur les déclarations de Nicolas Sarkozy et de François Fillon appelant à « éliminer les zones d'ombre » de la finance mondiale que sont les paradis fiscaux, le juge Renaud Van Ruymbeke dénonce sur France Inter ce qu'il considère comme une « hypocrisie des politiques » :

« Il est un peu dommage que nos dirigeants n'aient pas lu l'appel de Genève, il y a douze ans, en 1996, lorsque nous avons dénoncé tout cela. Nous avons mis tout cela sur la place publique. Les citoyens et la presse ont été prévenus. Nous avons dénoncé ces « trous noirs ».
On nage en pleine hypocrisie. Depuis 1996, il n'y a eu aucune volonté politique d'éradiquer sérieusement les paradis fiscaux. Alors, je suis un peu surpris. En fait, pas vraiment… C'est un petit peu comme si, après une catastrophe on se désole que les signaux d'alerte n'aient pas fonctionné. Mais cela fait des années qu'on parle de ces signaux ! Il faut attendre une catastrophe pour avoir de grandes déclarations. Les paroles, c'est bien, les actes c'est encore mieux. Nous n'avons vu aucun acte positif concernant l'éradication des paradis fiscaux. S'il doit y en avoir demain, tant mieux. Mais, permettez-nous d'exprimer un certain scepticisme… En fait, on nage en pleine hypocrisie depuis des années.
Nous avons dénoncé la honte que constituent ces paradis fiscaux : ils permettent à ceux qui ont le plus de moyens de camoufler leur argent, de se soustraire à l'effort collectif. C'est quelque chose de totalement injuste. Ces petits pays qui s'enrichissent sur le secret bancaire et sur cette hypocrisie politico-économique protègent ceux qui fraudent l'impôt bien sûr, mais aussi des trafiquants de drogue, de la corruption, ou des dictateurs africains qui ont des comptes bien garnis. Tout cela sans que personne ne s'en émeuve. »

## Publications
- Le Juge d'instruction, Presses universitaires de France, coll. « Que sais-je ? », 1988 (ISBN 978-2715402768).
- Mémoires d'un juge trop indépendant, Paris, Éditions Tallandier, 2021, 304 p. (ISBN 979-1021044081).
- Offshore : dans les coulisses édifiantes des paradis fiscaux, Les Liens qui libèrent, 2022, 272 p. (ISBN 1020911328).
- Le juge d'instruction, Paris, Presses universitaires de France, coll. « Que sais-je ? », 2024, 8e éd. (1re éd. 1988), 128 p. (ISBN 978-2715422759, ISSN 0768-0066).

## Hommages et citations
Dans le film L'Enquête (2015), consacré aux enquêtes du journaliste Denis Robert sur les affaires Clearstream, il est interprété par l'acteur Charles Berling.
La promotion 2024 de l’École nationale de la magistrature lui a rendu hommage en choisissant son nom pour son baptême.